# The Chicken in Black
The Chicken in Black è una canzone country scritta da Gary Lee Gentry ed interpretata dal cantautore statunitense Johnny Cash. Il brano, dal taglio umoristico, venne pubblicato su singolo nel giugno 1984 su etichetta Columbia Records (n. cat. 38-04513). Il titolo, tradotto letteralmente "Il pollo in nero", è un rimando autoironico al soprannome dello stesso Cash, "The Man in Black" ("L'uomo in nero").

## Il brano
The Chicken in Black, una delle ultime canzoni incise da Cash per la Columbia prima dello scadere del contratto dopo 28 anni di sodalizio artistico, narra la bizzarra storia del cervello di Johnny Cash che viene trapiantato in un pollo mentre lui in cambio riceve quello di un rapinatore di banche di nome Manhattan Flash. La canzone viene solitamente vista da critici ed appassionati come il punto più basso in assoluto della carriera di Cash. Nel 1988 egli avrebbe poi ammesso a Bill Flanagan della rivista Musician che la canzone era veramente orribile: 
(Johnny Cash)
Il biografo Robert Hilburn, nel libro Johnny Cash: The Life del 2013 smentisce però l'ipotesi che Cash abbia scelto intenzionalmente di incidere una canzone così ridicola come forma di protesta per il trattamento che stava ricevendo dalla sua casa discografica storica, la Columbia. Al contrario, Hilburn avanza l'ipotesi che sia stata la Columbia stessa a proporre la canzone a Cash, che memore dei successi precedenti ottenuti con brani dai risvolti comici come A Boy Named Sue e One Piece at a Time, accettò entusiasticamente, suonando la canzone dal vivo e girando un videoclip comico dove appare vestito da supereroe rapinatore di banche. Sempre secondo Hilburn, l'entusiasmo di Cash per il brano sfumò quando Waylon Jennings gli disse che sembrava un "buffone" nel video, e quindi Cash chiese alla Columbia di ritirare il singolo dai negozi.

## Tracce singolo
Columbia – 38-04513
1. The Chicken In Black (G. Gentry) - 2:58
2. Battle of Nashville (J. Cash) - 3:17